# 日向和田
日向和田（ひなたわだ）とは東京都青梅市の地名である。現行行政地名は日向和田一丁目から三丁目。郵便番号は198-0046。

## 概要
青梅市における青梅地区の西部に位置している。日向和田駅方面から神代橋を渡ると吉野梅郷へ通じる。

## 地理
青梅線を挟んで北側は山地になっており、青梅街道より南側は多摩川に接している。

### 地価
住宅地の地価は、2017年（平成29年）の公示地価によれば、日向和田一丁目216番3の地点で6万7900円/m2となっている。

## 歴史
- 1889年(明治22年) - 青梅町・勝沼村・西分村と合併し、神奈川県西多摩郡青梅町が発足（青梅市の青梅地区の範囲）。
- 1893年（明治26年）4月1日 - 東京府へ移管。
- 1943年（昭和18年）7月1日 - 東京都制施行。
- 1951年（昭和26年）4月1日 - 霞村、調布村との合併により青梅市が発足。同日青梅町廃止。大字日向和田は青梅地区の一部となる。
- 1971年（昭和46年）7月 - 区画再編により丁目が付される[6]。

## 世帯数と人口
2018年（平成30年）1月1日現在の世帯数と人口は以下の通りである。
| 丁目           | 世帯数  | 人口    |
| -------------- | ------- | ------- |
| 日向和田一丁目 | 205世帯 | 433人   |
| 日向和田二丁目 | 265世帯 | 574人   |
| 日向和田三丁目 | 307世帯 | 730人   |
| 計             | 777世帯 | 1,737人 |

## 小・中学校の学区
市立小・中学校に通う場合、学区は以下の通りとなる。
| 丁目           | 番地 | 小学校             | 中学校             |
| -------------- | ---- | ------------------ | ------------------ |
| 日向和田一丁目 | 全域 | 青梅市立第一小学校 | 青梅市立第一中学校 |
| 日向和田二丁目 | 全域 | 青梅市立第一小学校 | 青梅市立第一中学校 |
| 日向和田三丁目 | 全域 | 青梅市立第一小学校 | 青梅市立第一中学校 |

## 公共機関

### 警察
- 警視庁青梅警察署（青梅市と西多摩郡奥多摩町を管轄）
  - 日向和田駐在所

### 消防
- 東京消防庁青梅消防署
  - 日向和田出張所
  - 青梅市消防団分団[8]
    - 第一分団 - 青梅地区

### 公園
- 浜矢場公園
- 宮ノ平駅前広場
- 日向和田臨川庭園
- 日向和田2丁目児童遊園
- 日向和田3丁目児童遊園

### 上水道
- 日向和田浄水所

### 下水道
- 下水道中継ポンプ場[9]

## 経済

### 産業
製造業
- カネク株式会社
- へそまん総本舗

その他
- セブンイレブン青梅日向和田3丁目店

## 学校教育

### 保育園
私立
- 日向和田保育園

## 交通

### 鉄道
- JR東日本青梅線 - 宮ノ平駅・日向和田駅

### 道路
国道
- 国道411号

一般県道
- 東京都道238号大久野青梅線
- 東京都道199号梅郷日向和田線

## 社寺

### 神社
- 和田乃神社
- 九十九神社
- 福徳神社

### 寺院
- 明白院